# Unterstein (Scheidegg)
Unterstein (westallgäuerisch: Untərschtui oder Untərschdaə(n)) ist ein Gemeindeteil des Markts Scheidegg im bayerisch-schwäbischen Landkreis Lindau (Bodensee).

## Geographie
Der Weiler liegt circa drei Kilometer südlich des Hauptorts Scheidegg und zählt zur Region Westallgäu.

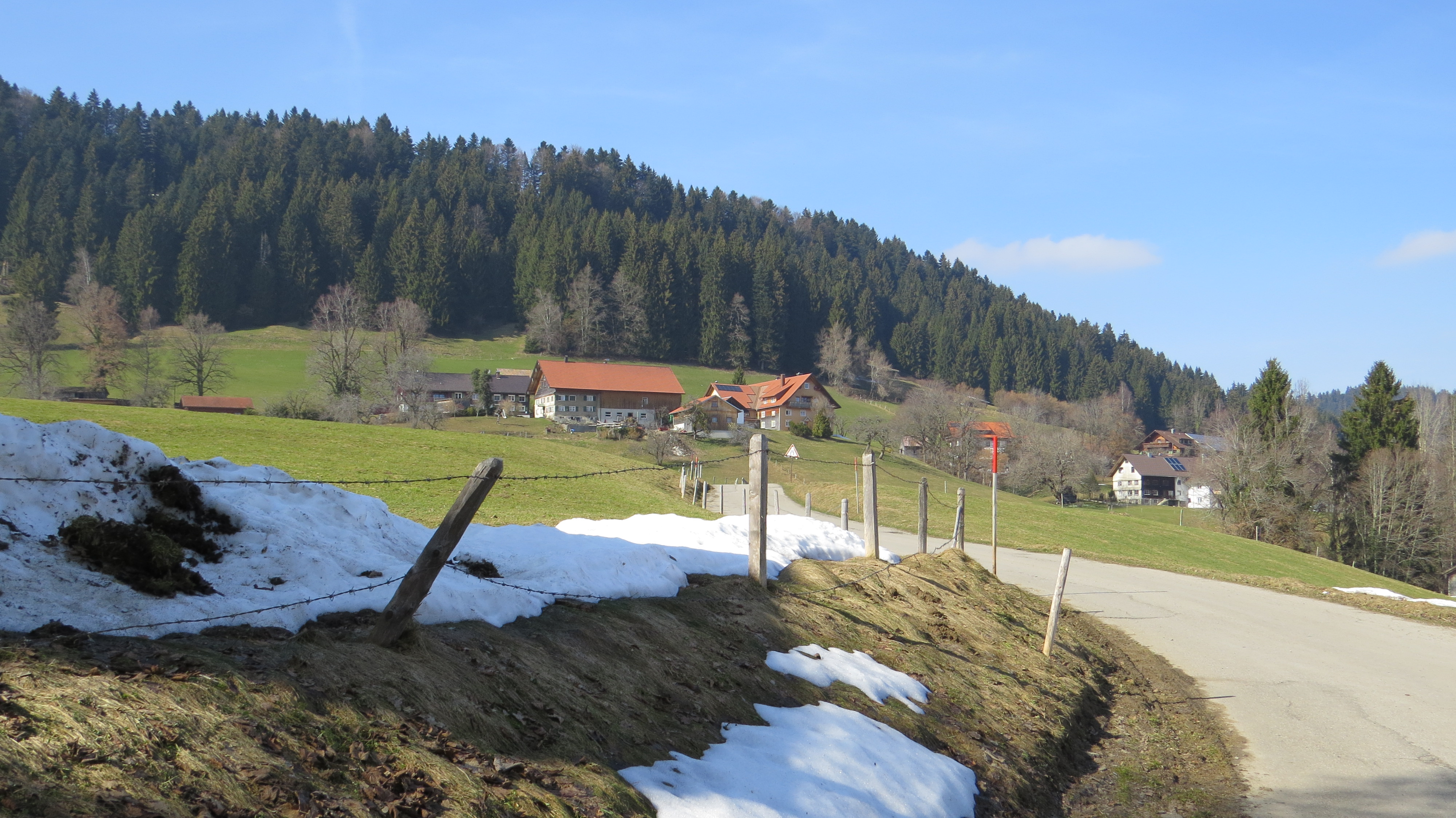
Unterstein von Süden

## Ortsname
Der Ortsname ist wohl eine alte Stellenbezeichnung und beschreibt zudem die relative Lage zu Oberstein.

## Geschichte
Unterstein wurde urkundlich erstmals im Jahr 1552 als Vunderstain erwähnt. Der Ort war Gerichtsort der Herrschaft Altenburg. Um das Jahr 1628 wurde die Anna-und-Joachim-Kapelle im Ort erbaut. Andere Belge sprechen von einer Kapelle Johannes d. T., Georg, Stephan von 1663 am Ortsausgang. 1771 fand die Vereinödung in Unterstein mit 13 Teilnehmern statt. Im Jahr 1818 wurden neun Wohngebäude im Ort gezählt. Zwischen 1875 und 1972 bestand der heutige Gemeindeteil aus zwei separaten aber gleichnamigen Gemeindeteilen, die jeweils zu den Gemeinden Scheidegg bzw. Scheffau gehörten.

## Baudenkmäler
Siehe: Liste der Baudenkmäler in Unterstein